# Pandémie de Covid-19 au Mexique
La pandémie de Covid-19 au Mexique démarre officiellement le 28 février 2020, importée par un Mexicain en provenance d'Italie. En 2021, avec 238.772 décès qui lui étaient attribués au cours de cette année, soit 21.7% des 1.122.249 morts confirmés toutes causes confondues sur cette période, le covid-19 était devenu la première cause de mortalité au Mexique. À la date du 25 octobre 2022, le bilan est de 330 331 morts.

## Chronologie

### Débuts
Après plusieurs cas suspects s'étant révélés être négatifs durant les mois de janvier et de février, 3 premiers cas confirmés de la COVID-19 sont recensés au Mexique le 27 février, apparemment importés par un Mexicain de 35 ans s'étant rendu en Italie pour une conférence,. Au 2 mars, il y avait 5 cas confirmés dans le pays, dans les États de Sinaloa, Coahuila, et Chiapas et dans la ville de Mexico, ainsi que 21 cas suspects dans d'autres États ; de plus, au moins 8 porteurs asymptomatiques du SARS-CoV-2 ont été détectés le 2 mars dans la ville de Mexico, et 1 autre à Tlalnepantla. Toujours le 2 mars, 122 personnes ayant été en contact avec les 5 cas confirmés étaient placées sous surveillance. Ce même jour, le premier patient détecté peut quitter l'hôpital. Au 3 mars, le nombre de cas suspects dans le pays monte à 39, mais seule une femme de 44 ans est hospitalisée. Au 6 mars, un cas est confirmé à Huixquilucan, un homme de 71 ans revenant d'Italie et mis-en-quarantaine dans un hôpital, ce qui en fait le sixième cas confirmé au Mexique, et deux autres cas suspects sont détectés aussi à Huixquilucan et à Metepec, correspondant à deux individus ayant voyagé en Europe. Au 10 mars, 7 cas étaient confirmés et le nombre de cas suspects était tombé à 37. Le 11 mars, le nombre de cas confirmés monte à 12 (les 5 nouveaux cas revenant tous d'Espagne, de Chine, d'Allemagne ou des États-Unis) et celui de cas suspects à 49. Au 16 mars, le nombre de cas confirmés était monté à 82, et le nombre de cas suspects à 171, répartis dans tous les États du Mexique sauf Campeche. 87 % des cas confirmés sont traités par soins ambulatoires, c'est-à-dire qu'ils ne nécessitent pas d'hospitalisation. Parmi les cas graves se trouvent l'entrepreneur José Kuri, proche de Carlos Slim Helú, contaminé lors d'un séjour au Colorado, et qui se trouvait dans un état critique le 16 mars. De plus, le même jour, environ 200 Mexicains se retrouvent bloqués à Lima, au Pérou, lorsque l'état de siège y est déclaré. Plusieurs de ces cas sont des personnes - mexicaines ou américaines - revenant des États-Unis. Au 17 mars, il y avait 93 cas confirmés et 206 cas suspects au Mexique ; 86 % de ces cas pouvaient être traités par soins ambulatoires, 9 % étaient hospitalisés dans un état stable, 2 % étaient hospitalisés dans un état délicat, 3 % des patients diagnostiqués avaient guéri.

### À partir du premier décès
Le 19 mars 2020, un premier décès lié au Covid-19 est enregistré, celui d'un homme de 41 ans atteint de diabète qui a probablement été contaminé lors d'un concert de rock s'étant tenu le 3 mars. À cette date, plus de 100 cas sont confirmés au Mexique, et l’État le plus touché par la Covid-19 est celui de Nuevo León avec 25 cas confirmés. Le même jour, après des achats de panique ayant épuisé les supermarchés en Californie, des Américains traversent la frontière pour effectuer d'autres achats de panique au Mexique, épuisant plusieurs supermarchés de Tijuana. Le 20 mars, un deuxième décès lié au Covid-19 était enregistré, le nombre de cas confirmés était monté à 203 (c'est-à-dire 11 % des personnes venant se faire dépister) et celui de cas suspects à 606. Toujours le 20, les États-Unis et le Mexique se mettent d'accord pour fermer leur frontière à tous les voyages non essentiels. À partir du 20 mars, l'Université Autonome de San Luis Potosí suspend ses cours, et le 21 l’État de San Luis Potosí est placé en quarantaine. Au 22 mars, il y avait 316 confirmés de Covid-19 au Mexique. Au 23 mars, deux nouveaux morts portaient le nombre total de décès à 4, le nombre de cas confirmés montait à 367 - dont 280 avaient contracté le virus à l'étranger - et celui de cas suspects à 1 865.

### Stade 2 de l'épidémie
Le matin du 24 mars, le Sous-secrétaire à la Prévention et à la Promotion de la Santé, Hugo López-Gatell, annonce que l'épidémie passe au stade 2 au Mexique, pour une durée estimées entre 30 et 40 jours. Le même jour, un Mexicain qui était hospitalisé au Pérou depuis le 20 mars à cause du covid-19 en décède. Au 25 mars, il y avait au Mexique 6 décès liés au covid-19, et 475 cas confirmés. López-Gatell prévient que le gouvernement fédéral mexicain décide de suspendre toutes ses activités à partir du 26 mars, à l'exception de celles nécessaires pour le maintien des hôpitaux, de la production de carburant et d'électricité, des services d'hygiène, et de la sécurité publique. La maire de Mexico, Claudia Sheinbaum, débloque 800 millions de pesos mexicains pour soutenir l'économie familiale et les micro-entreprises. Au 26 mars, il y avait 8 décès (3 à Mexico, 2 dans l’État de San Luis Potosi, 2 dans celui de Jalisco et 1 à Durango), 585 cas confirmés, 2 156 cas suspects et 4 porteurs asymptomatiques du SARS-CoV-2 détectés. Toujours le 26 mars, le gouverneur du Yucatán, Mauricio Vila Dosal, émet un décret où il déclare l'état d'urgence dans son État. Concrètement, ce décret donne au gouvernement de cet État l'autorisation d'utiliser le Fonds de Prévention des Urgences et des Désastres de l’État du Yucatán ; et un Conseil Fédéré de Protection Civile se rajoute au Conseil Fédéré des Urgences pour mieux coordonner les actions envers la pandémie.
Au 28 mars, il y avait 16 décès provoqués par la Covid-19, 848 cas confirmés, et 2 623 cas suspects,. Parmi les cas confirmés se trouve Omar Fayad, gouverneur de l'État d'Hidalgo, placé en quarantaine chez lui. Avec l'augmentation brusque du nombre de cas confirmés - +131 en 24 heures - le Secrétaire à la Santé Jorge Alcocer, le Secrétaire aux Relations étrangères Marcelo Ebrard et le Sous-secrétaire à la Prévention et à la Promotion de la Santé, Hugo López-Gatell, demandent aux habitants du Mexique de rester chez eux pour freiner la progression de la pandémie et permettre aux hôpitaux de pouvoir recevoir progressivement les patients.

### État d'urgence sanitaire
Le 30 mars, il y avait 28 décès provoqués par la Covid-19 et 1 094 cas confirmés,. Parmi eux se trouvait toujours Omar Fayad, le gouverneur d'Hidalgo, et deux autres gouverneurs : celui de Tabasco Adan Agosto Lopez diagnostiqué la veille, et celui de Querétaro Francisco Dominguez Servién diagnostiqué le jour-même. De plus, la Secrétaire à la Santé de Santé de Tabasco, Silvia Roldan Fernandez, est également diagnostiquée positive le 30. Elle et son gouverneur sont placés en quarantaine chacun dans leur maison,. En outre, deux personnes sont admises aux urgences après s'être gargarisées avec du chlore et du pinol, un détergent mexicain bon marché, car on leur avait conseillé de le faire pour se protéger du Covid-19 ; ils peuvent ressortir de l'hôpital le jour même sans problème grave, et le directeur du Centre Régulateur des Urgences Médicales, Carlos Casillas, doit émettre un avertissement pour prévenir la population de Querétaro que ce genre de pratique peut provoquer des empoisonnements et des pneumonies chimiques.
Devant la progression de l'épidémie, et en prenant en compte l'exemple d'un individu de Tabasco testé positif au Covid-19 mais qui n'avait pas été mis en quarantaine et qui s'était retrouvé en contact avec 280 personnes différentes, le Conseil de la Salubrité Générale décide de décréter l'état d'urgence sanitaire au niveau national,. Concrètement, cela étend les mesures de quarantaine à tout le pays et jusqu'au 30 avril 2020 (alors qu'elles n'étaient jusque-là prévues que jusqu'au 20 avril et appliquées dans certains États). Toutes les activités, privées ou publiques, non essentielles sont suspendues du 30 mars au 30 avril,. Les réunions de plus de 50 personnes sont interdites,. Les habitants du Mexique sont fortement encouragés à passer le plus de temps possible à leur domicile, encore plus les personnes de plus de 60 ans et/ou atteintes d'hypertension, de diabète, ou de maladies cardiaques ou pulmonaires,. Le recensement national (qui avait lieu durant le mois de mars) et toutes les enquêtes statistiques sont suspendues. Et toutes les mesures précédemment citées doivent être appliquées tout en respectant les droits de l'homme. Cependant, la possibilité d'un couvre-feu est rejetée par le Secrétariat à la Santé.

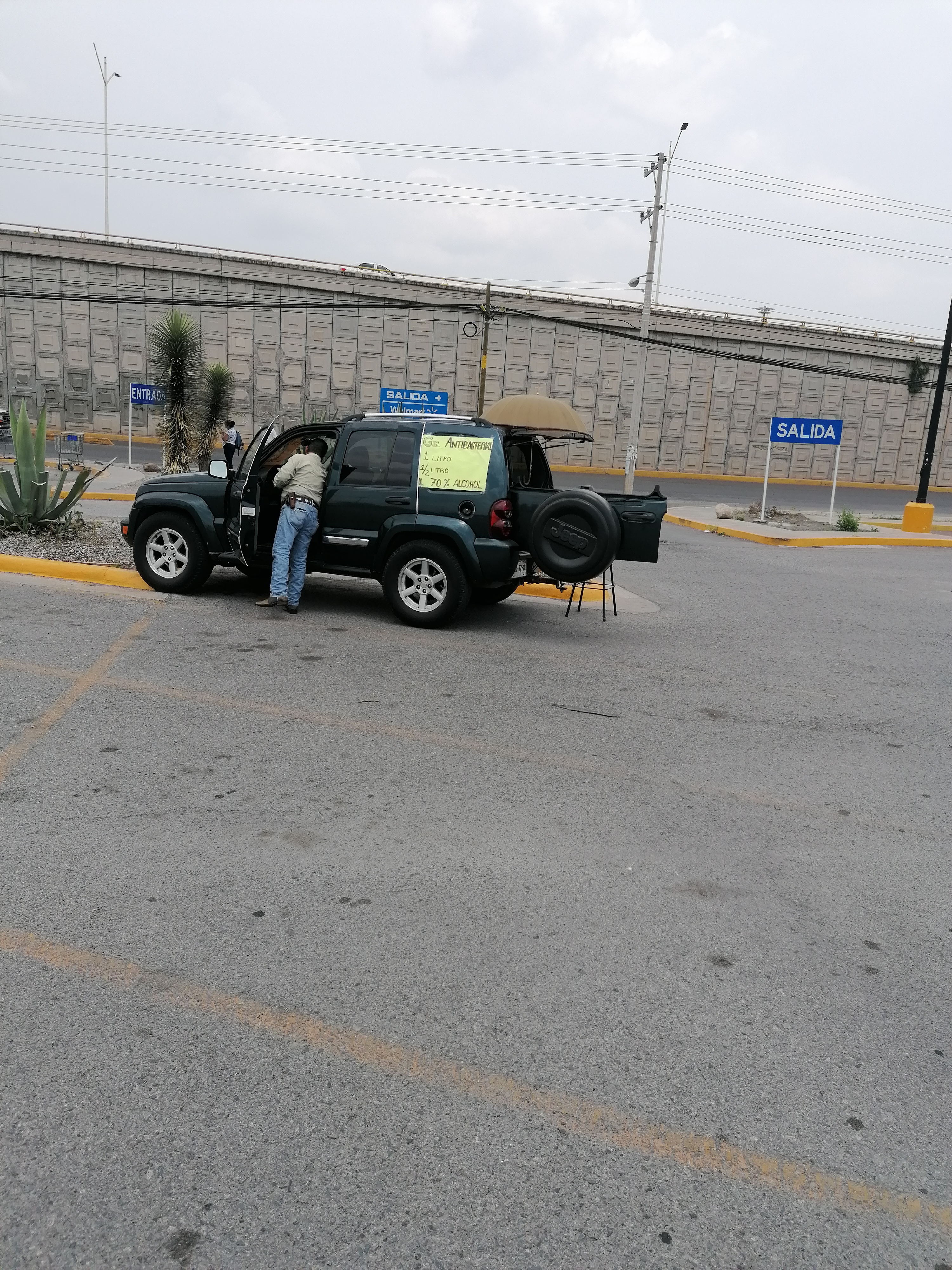
Vendeur ambulant de gel hydroalcoolique, le 1er avril 2020, sur le parking d'un supermarché de San Luis Potosí (San Luis Potosí, Mexique).

Au 31 mars, il y avait 29 décès, 1 215 cas confirmés et 3 511 cas suspects. Au 1er avril 2020, il y avait 37 décès, et 1 378 cas confirmés. Parmi les décès se trouve Walberto Reyes, médecin à l'Hôpital Général de la Zone #7 de Monclova (Coahuila), qui avait contracté la Covid-19 en s'occupant des malades. À ce moment, 48 % des individus morts du Covid-19 souffraient d'hypertension, et 45 % de diabète ; parmi les cas confirmés, 46 % étaient en rémission, 51 % étaient maintenus à l'isolement et 3% étaient décédés. Le même jours, 280 Mexicains qui étaient bloqués en Argentine à cause de la pandémie sont rapatriés. Le 3 avril, le Sous-secrétaire à la Prévention et à la Promotion de la Santé, Hugo López-Gatell, demande aux Mexicains de ne pas acheter de masques médicaux manufacturés, afin de les laisser au personnel soignant, et de plutôt fabriquer leurs propres masques de protection artisanaux. 
Au 5 avril 2020, il y avait 2 143 cas confirmés de Covid-19 et 94 décès provoqués par cette maladie au Mexique. Le président Andrés Manuel López Obrador mobilise l'Armée mexicaine pour ajouter 1 399 lits de réanimation et du matériel de soin intensif aux 6 425 lits de soins intensifs équipés de respirateurs déjà présents dans les hôpitaux publics. Au 6 avril, il y avait 125 décès, 2 439 cas confirmés - dont 1 779 en soins ambulatoires, 221 hospitalisés en état stable, 330 en soins intensifs et 89 en réanimation - et 6 295 cas suspects. Ce jour-là, les entreprises de production de matériaux industriels acceptent de ne faire travailler que leurs employés jugés indispensables, et pour cela de réduire leur production au minimum ; par exemple, les entreprises de productions d'acier, de ciment et de verre acceptent de ne produire que ce qui est immédiatement utile aux gros chantiers d'importance nationale qui restent maintenus malgré la pandémie, ou les mines de charbon n'acceptent d'extraire que la quantité demandée par la Commission Fédérale de l’Électricité et de n'assurer que le transport et la logistique nécessaire à sa distribution. Au 7 avril, il y avait 141 décès, 2 785 cas confirmés (dont 27 % hospitalisés), et 7 526 cas suspects. Dans la soirée, le Parti révolutionnaire institutionnel accepte de renoncer à ses subventions pour 4 mois, c'est-à-dire à 298,6 millions de pesos, à condition qu'ils soient envoyés à des représentants de la Société civile pour aider à gérer l'épidémie. Au 9 avril, il y avait 194 décès, 3 441 cas confirmés et 10 105 cas suspects. Parmi les décès se trouvent le médecin Miguel Ángel Girón Guzmán (59 ans, diabétique) de l'Hôpital Général La Perla à Nezahualcóyotl (État de Mexico), et deux femmes enceintes qui n'avaient pas de problèmes de santé préalables ce qui choque l'opinion publique mexicaine. L'on peut également rajouter que 108 Mexicains étaient morts du Covid-19 aux États-Unis. À cette date, 8 635 citoyens mexicains étaient bloqués en-dehors du Mexique, dont 461 en Europe. Le gouvernement fédéral demande aux supermarchés de déterminer des horaires pour les personnes âgées et/ou souffrant de conditions pouvant compliquer les soins si elles sont contaminées, certains réservés à elles, et d'autres au contraire interdites à elles, pour diminuer le risque de contamination - ce qui amène des craintes d'âgisme. Au 10 avril, il y avait 233 décès, 3 844 cas confirmés, et 10 300 cas suspects. À cette date, 68,2 % des cas étaient traités en soins ambulatoires, et 42 % des cas avaient guéri. Au 11 avril, il y avait 273 décès et 4 219 cas confirmés. À Tepic (capitale régionale de Nayarit), la Protection Civile Municipale découvre que le corps d'un homme veillé dans un funérarium avait été contaminé par le SARS-CoV-2, ce qui amène à fermer ces pompes funèbres et à désinfecter l'entièreté du quartier de Heriberto Casas où elles se trouvaient. Au 12 avril, il y avait 296 décès, 4 661 cas confirmés, les cas suspects avaient diminué à 8 697, et à ce jour les laboratoires étaient en train d'analyser presque 37 000 personnes supplémentaires. Le président López Obrador diffuse une vidéo sur les réseaux sociaux où il annonce qu'un accord a été conclu avec les associations d'hôpitaux privés pour qu'ils mettent à disposition un peu plus de la moitié de leurs lits dans l'effort de lutte contre la Covid-19, ce qui permet au système de santé public mexicain de gagner 3 300 lits supplémentaires.
Les 13 et 14 avril, 300 médecins et infirmières (150 de chaque, sur un total d'environ 2 000 aspirant(e)s) sont recrutés par les hôpitaux publics mexicains pour les aider à lutter contre la pandémie. Au 14 avril, il y avait 406 décès dont le lien avec la Covid-19 était confirmé, 5 399 cas de Covid-19 confirmés, et 10 792 cas suspects. Ce à quoi on peut rajouter 90 morts « suspectes » dont le lien avec la Covid-19 n'avait pas été prouvé mais qui ne pouvait pas non plus être écarté. Parmi les cas confirmés se trouvaient 24 médecins et infirmières de l'Hôpital Régional de Tijuana, qui ont tous contracté le virus en-dehors de leur service. Toujours le 14 avril, 455 Mexicains qui se trouvaient à l'étranger sont rapatriés, dont 268 d'Espagne, et le reste depuis Cuba, le Honduras ou le Salvador. Le même jour, Hugo López-Gatell annonce que les corps des personnes mortes du Covid-19 ne seront pas incinérés, en vertu de la Loi Générale des Victimes, qui interdit la crémation d'un corps sans l'avoir préalablement montré à la famille du défunt, dont l'objectif est de lutter contre les disparitions forcées.

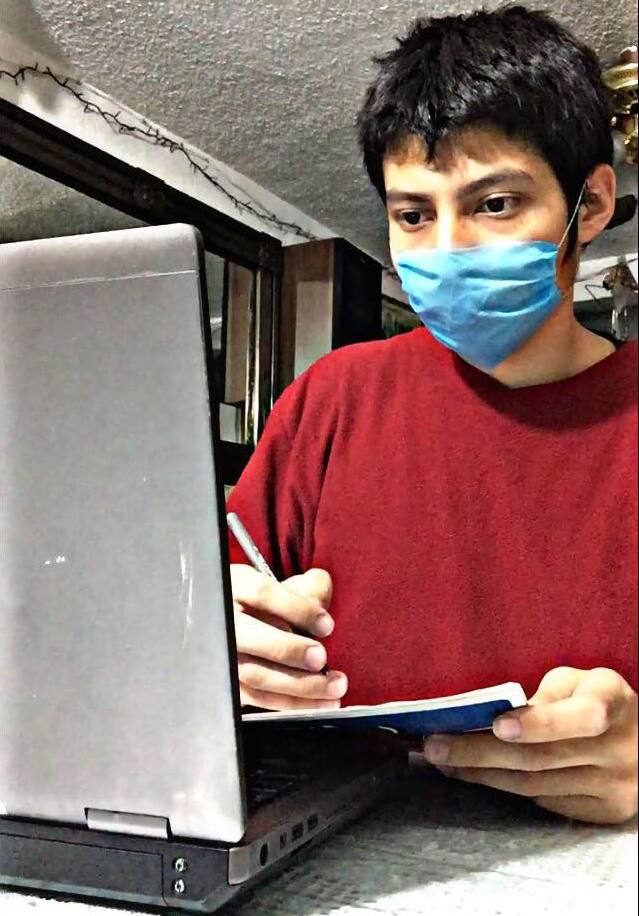
Le SEP (secrétariat de l'éducation au Mexique) a suspendu les cours en face à face et les étudiants ont commencé à suivre des cours en ligne.

Le 15 avril, la pandémie s'accélère au Mexique, le nombre de décès augmente à 449, celui de cas positifs à 5847, celui de cas suspects à 11 717, et celui de personnes examinées à 42 702. La zone la plus touchée à cette date est la ville de Mexico (1 686 cas confirmés), suivie par son État, puis par l’État de Basse-Californie. Au 17 avril, il y avait 546 décès provoqués par le SARS-CoV-2, 6 875 cas confirmés de covid-19 répartis dans 501 municipalités, 13 364 cas suspects, et 48 265 personnes étaient examinées. L'épicentre de l'épidémie au Mexique semblait être l'arrondissement d'Iztapalapa à Mexico, avec 193 cas confirmés ici, ce qui en fait la partie de la capitale la plus touchée. Le président AMLO annonce dans sa conférence de presse quotidienne du matin que les entrées et les sorties des villes seront filtrées, mais en précisant qu'il ne sait pas encore de quelle manière, bien que le sous-secrétaire Hugo López-Gatell exclut déjà de demander à l'Armée de s'en occuper. Dans la journée, AMLO téléphone à son homologue américain Donald Trump, et ils se mettent d'accord pour que le Mexique puissent acheter 1000 respirateurs aux États-Unis, avec la possibilité d'en racheter d'autres plus tard si le besoin s'en fait sentir. Le soir, l'un des présentateurs de TV Azteca, la deuxième chaîne de télévision la plus regardée au Mexique, accuse le gouvernement d'exagérer les chiffres de l'épidémie, et appelle à ne pas le croire et à ne pas respecter les consignes de quarantaine ; il est découvert le lendemain qu'il ne faisait que suivre la ligne éditoriale fixée par le propriétaire de la chaîne, Ricardo Salinas Pliego, le deuxième homme le plus riche du Mexique, qui a financièrement intérêt à ce que les Mexicains ne respectent pas la quarantaine, ce qui va déclencher une forte polémique (lire ci-dessous).
Au 18 avril, il y avait 650 décès liés au covid-19, 7 497 cas confirmés, 12 369 cas suspects, et 49 167 personnes étudiées. Les zones les plus touchées à cette date sont la ville de Mexico (2 299 cas confirmés) puis son État (796), suivis par les États de Basse-Californie (610), de Sinaloa (413), de Puebla (330), de Quintana Roo (315) et de Tabasco (278). Sur les cas confirmés, 63.11% pouvaient bénéficier de soins ambulatoires, 10.83% étaient hospitalisés dans un état stable, 21.3% étaient hospitalisés dans un état grave et 4.76% avaient besoin d'un respirateur. La plupart des 650 personnes décédées souffraient aussi d'hypertension, de diabète, d'obésité, de tabagisme, de bronchopneumopathie chronique obstructive, d'insuffisance rénale chronique, d'immunosuppression, d'asthme ou du sida. Le taux de létalité par tranche d'âge était de 19.8% pour les plus de 60 ans, 6.3% pour les personnes entre 25 et 59 ans, et 0.2% pour les moins de 25 ans. Le même jour, les présidents AMLO et Trump conversent à nouveau, et se mettent d'accord sur une prolongation de la fermeture partielle de la frontière entre les États-Unis et le Mexique. Toujours le 18, deux jours avant la fin des vacances de Pâques (dont la date de début avait été avancée dans plusieurs États afin de pouvoir fermer les écoles), le Secrétaire à l'Éducation publique du Mexique, Esteban Moctezuma Barragán, annonce que le programme Aprende en Casa ("Apprend chez toi") mis en place jusque-là, un programme d'enseignement à distance basé sur la distribution de manuels gratuits et sur des plateformes d'enseignement numérique, avaient permis aux élèves de Basique et de Moyenne Supérieure (les équivalents mexicains des niveaux primaires et secondaires) et aux professeurs de pouvoir compléter environ 75% du programme scolaire, et qu'Aprende en Casa serait donc reconduit à partir du 20 avril. À Mexico, le juge administratif Jonathan Bass ordonne au gouvernement municipal de régulariser les migrants illégaux vulnérables présents dans la ville, en leur accordant un visa de résidence temporaire, afin de leur garantir le respect des Droits Humains, l'accès à l'eau potable et aux mesures d'hygiène nécessaires afin qu'ils ne contractent pas la Covid-19, et s'ils sont infectés l'accès aux soins doit leur être garantis comme aux citoyens mexicains. 
Au 19 avril, il y avait 686 morts, 8 261 cas confirmés, 10 139 cas suspects et 49 570 personnes étudiées. Ce jour-là, le Mexique reçoit un chargement médical de la Chine, contenant 3 millions de masques chirurgicaux et 60 000 paires de lunettes de sécurité. Un nouveau protocole de sécurité pour éviter la transmission du SARS-CoV-2 est mis en place, concernant principalement la gestion des vêtements de travail sales du personnel de santé et la désinfection des objets qu'ils ont manipulé. Après plusieurs cas d'agressions et de discrimination envers le personnel de la santé à travers tout le Mexique depuis le début de la crise, le Parquet Général de Justice de l’État de Sonora inscrit dans le Code Pénal de Sonora une peine maximale de 3 ans de prison ou de 300 jours de travail d'intérêt général pour quiconque commettrait un de ces actes. Dans le quartier de Tlatelolco, à Mexico, des proches de patients souffrant du covid-19 manifestent devant l'Hôpital Général 27 car ils disent ne pas avoir reçu de leurs nouvelles depuis leur hospitalisation ici ; quelques-uns entrent de force dans l'hôpital, avant d'être stoppés par le service de sécurité. 
Au 20 avril, il y avait 712 morts et 8 772 cas confirmés de covid-19. Au cours de la conférence de presse quotidienne du Secrétariat à la Santé du Mexique, qui fait état de l'évolution de la pandémie au Mexique chaque jour, il est également fait mention de 21 agressions d'infirmières dans 12 États. Le Sous-Secrétaire à la Prévention et à la Promotion de la Santé Hugo López-Gatell annonce que la stratégie mise en place porte ses fruits, car la vitesse de contagion diminue et que la courbe s’aplanit. En conséquence, bien que la fin de la quarantaine à l'échelle nationale soit prévue pour le 30 mai, il annonce que dans les municipalités les moins touchées (pas ou très peu de cas de covid-19 détectés), elle prendra fin le 18 mai,. À la date du 20 avril, Zoé Robledo, le directeur de l'Institut Mexicain de Sécurité Sociale, annonce que depuis le début de la pandémie 9 000 personnes avaient été recrutées comme personnel soignant, et qu'ils en cherchaient encore 9000 supplémentaires pour combler les besoins provoqués par l'urgence sanitaire.

### Stade 3 de l'épidémie
Malgré ces résultats encourageant, le 21 avril 2020, le passage au stade 3 l'épidémie au Mexique par le Sous-Secrétaire à la Prévention et à la Promotion de la Santé Hugo López-Gatell. En effet, cela signifie que la vitesse de contagion va augmenter, or le pic au Mexique est prévu entre le 8 et le 10 mai, bien que les estimations du pic le revoient à la baisse. Il redemande aux Mexicains de respecter les distances de sécurité et les gestes barrières ; l'interdiction des événements massifs dans l'espace public, et la fermeture des écoles et des entreprises où des cas de covid-19 ont été confirmés sont prolongées jusqu'au 1er juin. À cette date, il y avait 857 décès liés au covid-19, et 9 501 cas confirmés dont 3 185 cas actifs (les cas confirmés dont qui ont présenté des symptômes durant 14 derniers jours). Les zones les plus touchées étaient la ville (883 cas actifs) et l’État de Mexico (491 cas actifs).
La Chine a envoyé au Mexique une cargaison de 11 tonnes de matériel médical.
Au 23 avril, il y avait 1 069 décès avec un lien confirmé avec la Covid-19, 11 633 cas confirmés de covid-19 dont 4 127 cas actifs, et 7 588 cas suspects. Parmi les cas confirmés, il y avait environ 2800 malades hospitalisés dans un état grave. Le même jour, le président Andrés Manuel López Obrador (AMLO) envoie à la Chambre des députés une réforme à la loi de budget fédéral, afin de réorienter des crédits supplémentaires pour lutter contre la pandémie et maintenir les chantiers prioritaires d'importance nationale. À partir de cette date, les 20% des stations du Métro de Mexico les moins fréquentées sont fermés, afin de réorienter leurs moyens vers les autres 80%, dans le but d'y permettre des passages de métro plus fréquents et donc d'avoir moins de passagers dans chaque wagon. À Guadalajara, des policiers arrêtent un individu dénommé José Ángel « N », car il avait insulté, menacé, agressé et uriné sur une infirmière ; un juge ordonne l'ouverture de son procès le 26 avril. Au 24 avril, il y avait 1 021 décès, 12 872 cas confirmés dont 4 502 cas actifs, et 7 889 cas suspects. Les hôpitaux de la Marine sont mis à disposition des civils pour aider à la lutte contre la pandémie, en plus des hôpitaux de l'Armée qui étaient déjà mobilisés. Selon le général Luis Cresencio Sandoval, Secrétaire à la Défense nationale, les hôpitaux de l'Armée accueillent déjà 481 cas confirmés de covid-19 (dont 82 militaires actifs, 8 à la retraite et 14 ayants droit) aucun dans un état grave et 397 cas suspects, et quatre militaires sont morts de la maladie, et selon l'amiral José Rafael Ojeda Durán, Secrétaire à la Marine, 26 de ses éléments sont internés dans un état grave dont quatre avec respirateurs et un en était mort. Dans les deux cas, hôpitaux de l'Armée ou de la Marine, de nombreux lits restaient disponibles pour accueillir les civils. Toujours le 24, le Haut-Commissariat des Nations unies aux droits de l'homme, l'Organisation panaméricaine de la santé, l'Organisation mondiale de la santé, le Secrétariat à la Santé du Mexique et le Secrétariat du Gouvernement du Mexique concluent un accord pour garantir que les corps des personnes décédées du covid-19 soient d'abord tous identifiés par des proches (mais au maximum seulement deux d'entre eux peuvent voir le corps par mesure de biosécurité) et soient traités avec dignité et respect avant les funérailles. Au 25 avril, il y avait 1 305 décès en lien confirmé avec la Covid-19, 13 842 cas confirmés de covid-19 dont 4 798 cas actifs, 8 239 cas suspects, 65 500 personnes étudiées. Ce à quoi on peut rajouter 72 décès "suspects", c'est-à-dire dont le lien avec la Covid-19 n'avait pas pu être confirmé mais pas non plus écarté. Le même jour, le Tribunal Supérieur de Justice de Mexico ordonne de la prison préventive contre Sandra Méndez Puente et Antuan Olguín Padilla, les deux principaux suspects dans une affaire de tentative d'homicide contre une infirmière à cause de son travail, Francia López. Le Secrétariat aux Affaires étrangères du Mexique et le Ministère des Relations extérieures du Brésil se coordonnent et parviennent à rapatrier dans leurs pays respectifs 91 Mexicains bloqués au Brésil et 159 Brésiliens bloqués au Mexique à cause de la pandémie. Au 26 avril, il y avait 1 305 décès, 13 842 cas confirmés dont 4 798 cas actifs, et toujours 8 239 cas suspects 65 500 personnes étudiées. À Huixquilucan de Degollado (État de Mexico), 4 membres de la famille "N" sont arrêtés par la police municipale car ils avaient refusé d'annuler une fête malgré la pandémie, ils bloquent la route Naucalpan-Huixquilucan et blessent un policier municipal durant leur arrestation ; durant la première semaine de mai, le Parquet Général de l’État de Mexico ouvre des informations judiciaires contre eux pour de nombreuses accusation, dont "attaque contre des voies et des moyens de transports". La maire de Mexico, Claudia Sheinbaum rend le port des masques médicaux dans l'espace public obligatoire, et interdit l'accès du marché de gros aux femmes enceintes, enfants et personnes âgées, à partir du 27 avril. Au 27 avril, il y avait 1 434 décès, 15 529 cas confirmés dont 5 009 cas actifs et 8 614 cas suspects et 71 103 personnes avaient été étudiées. Il est révélé le 27 que la Secrétaire à la Fonction publique Irma Eréndira Sandoval a été diagnostiquée positive SARS-CoV-2 le 20 avril, et qu'elle s'est elle-même placée en quarantaine, et qu'elle ne présente que des symptômes légers. Le 27 avril également, le personnel de santé manifeste à Mexico pour demander plus de moyens matériels et humains. Ce jour-là, AMLO et le Secrétariat aux Finances et au Crédit public du Mexique refusent le plan d'aide aux entreprises proposé par la Banque interaméricaine de développement, car ils refusent de donner plus d'argent public aux banques et aux grandes entreprises (lire ci-dessous). Au 28 avril, il y avait 1 569 décès, 16 752 cas confirmés cumulés dont 5 329 cas actifs (des cas ayant présentés des symptômes durant les 14 derniers jours), 11 220 cas suspects et 77 005 personnes étudiées. Ce à quoi on peut rajouter les décès de 615 Mexicains en-dehors du territoire (566 aux États-Unis et 49 pour le reste du monde). Parmi les décès du jour sur le territoire mexicain, se trouvent le médecin Salvador Ramos Olmos et son épouse Lilia Magdalena Soto, morts à Caborca (Sonora), tandis que leur fille Suzel Ramos est également un cas confirmé. Ce jour-là, un septième avion de matériel médical provenant de Chine atterrit, apportant 57 600 visières de protection et 100 000 lunettes de protection pour les cliniques et les hôpitaux publics. Le département du santé du Tec de Monterrey annonce qu'il est en train de travailler sur 4 nouveaux protocoles de dépistage clinique du covid-19. Au 29 avril, il y avait 1 763 morts, 17 799 cas confirmés cumulés de covid-19 dont 5 444 cas actifs, et 13 263 cas suspects. Au 30 avril, il y avait 1 859 décès, 19 224 cas confirmés cumulés, et 15 520 cas suspects. 39.45% des cas confirmés à cette date avaient eu besoin d'une hospitalisation, et 60.55% avaient pu être traités en soins ambulatoires. Parmi les cas confirmés du jour se trouve Miguel Ángel Osorio Chong, coordinateur des sénateurs du PRI, ancien Secrétaire du Gouvernement (sous le gouvernement d'Enrique Peña Nieto) et ancien gouverneur de l'État d'Hidalgo, qui est placé en quarantaine chez lui. Parmi les décès du jour se trouve le chanteur militant Óscar Chávez, très apprécié au Mexique surtout de la part de la gauche contestataire,. Il était soigné à l'Hôpital 20 de Noviembre à Mexico depuis le 28 avril, pour des troubles respiratoires sévères, qu'on pensait alors provoqués par une infection pulmonaire chronique causée par son tabagisme, et il meurt d'une pneumonie deux jours plus tard ; des tests post-mortem prouveront qu'il était atteint du covid-19, qui a provoqué la pneumonie qui lui a été fatale. Un hommage lui est rendu sur les réseaux sociaux et par la Secrétaire à la Culture Alejandra Frausto Guerrero.
Au 1er mai, il y avait 1 972 décès, 20 739 cas positifs cumulés de covid-19 dont 6 390 cas actifs, 15 446 cas suspects cumulés et 91 118 personnes étudiées. Les zones avec le plus de cas actifs sont alors la ville de Mexico, et les États de Mexico, Tabasco, Sinaloa, Veracruz et Puebla. La ville de Mexico connaissait une hausse de 7.9% des cas confirmés en un jour. À cette date, il restait 14 042 lits disponibles dans les hôpitaux du pays. Au 2 mai, la barre des 2 000 morts dus à la pandémie était dépassée, avec 2 061 décès, et 22 088 cas confirmés cumulés dont 6 580 cas actifs, 14 536 cas suspects, et 93 791 personnes étudiées. Parmi les cas confirmés se trouve le Procureur du Consommateur, Ricardo Sheffield Padilla, alors qu'il s'était connu au côté du président AMLO la veille. Et parmi les cas suspects se trouvent le chanteur Yoshio, qui est admis à l'Hôpital Xoco à Mexico pour des examens. Dans l’État de Querétaro, après avoir dénoncé les habitants de son État qui ne prenait pas les mesures sanitaires au sérieux et en se basant sur l'exemple de 4 frères étant morts du covid-19 qu'ils avaient contracté lors d'une réunion familiale, ainsi que sur les statistiques des déplacements qui augmentent à chaque fin de semaine, le gouverneur Francisco Domínguez Servién annonce une série de 12 mesures pour durcir les contrôles, notamment l'interdiction d'être plus de deux passages à bord d'une voiture (les mineurs nécessitant une aide et une surveillance n'étant pas comptés dans ce quota), des contrôles de police contre les déplacements non-essentiels et non-nécessaires avec des sanctions administratives pour les récidivistes, mais aussi une aide économique aux personnes ayant perdu leur emploi ou une partie de leurs revenus, et le port obligatoire du masque dans l'espace public. À Ecatepec de Morelos, des membres de famille de malades potentiellement atteints de covid-19 entrent de force dans le service nosocomial de l'Hôpital Las Américas, agressent du personnel de santé et se battent plusieurs minutes avec le service de sécurité avant d'être expulsés, 30 membres de la Garde nationale du Mexique et 40 policiers municipaux et de l’État de Mexico sont ensuite déployés et une grille est installée autour de l'hôpital.
Au 5 mai, il y avait 2 507 décès liés au covid-19, 26 025 cas actifs cumulés dont 6 708 cas actifs, 16 099 cas suspects cumulés et 105 664 personnes étudiées. Au niveau national, à cette date 31% des lits d'hôpitaux étaient occupés et 69% disponibles, et spécifiquement pour les lits équipés de respirateurs 42% étaient occupés et 58% disponibles. En se basant sur une projection faite par l'Université d'Oxford sur la dynamique épidémique qu'aurait pu avoir le Mexique si le gouvernement n'avait pas mis en place les règles de distanciation sociale, et en les comparant aux chiffres réelles de la pandémie, il semble que la vitesse d'expansion de la maladie soit inférieure de 60% à 75% à ce qu'elle aurait été sans l'action du gouvernement fédéral, ce qui amène le sous-secrétaire Hugo López-Gatell à affirmer que la courbe a bien été aplanie. Au 6 mai, il y avait 2 704 décès, 27 634 cas confirmés cumulés dont 7 149 cas actifs, 17 533 cas suspects, et plus de 110 000 personnes avaient été étudiées. Dans la nuit du 6 mai, le sous-directeur du gouvernement de Huixquilucan (État de Mexico ; l'équivalent mexicain de premier adjoint au maire) Luis Fabián Heredia est blessé par arme à feu par un habitant du village de Santa Cruz Ayotuxco en état d'ébriété car il lui avait demandé d'annuler une fête à cause du covid-19, et doit être hospitalisé dans un état stable ; le tireur présumé, identifié comme Miguel N., était toujours recherché par la police le lendemain.
Au 7 mai, il y avait 2 961 décès, 29 616 cas positifs cumulés dont 7 802 cas actifs, 18 812 cas suspects et 117 211 personnes avaient été étudiées. Le taux d'incidence au niveau national était de 6.1 pour 100 000 habitants. À cette date, les zones les plus touchées étaient la ville (2 051 cas) et l’État de Mexico (1 203 cas), les États de Tabasco et Veracruz (329 cas chacun) et ceux de Basse-Californie (309) et du Yucatán (296). Le Réseau des Infections Respiratoires Aigües Graves signalait qu'au niveau national le taux d'occupation de ses lits de thérapie intensive était de 33% sur son total de 13 688 lits disponibles, tandis que les autres structures hospitalières avait un taux d'occupation de 27% au niveau national - 64% dans la ville de Mexico et 48% dans l’État éponyme. Parmi les malades confirmés du jour se trouvent quatre membres du personnel paramédical de la Base Fénix de la Protection Civile municipale de Tlalnepantla de Baz (État de Mexico). À Ciudad Juárez (Chihuahua), le photoreporter Alejandro Sánchez Rodríguez pour le site internet La Verdad est agressé, ce qui lui cause des contusions sur tout le corps et une profonde lésion au front, et son matériel est détruit, car il prenait en photo le convoi funéraire d'une victime du covid-19 alors qu'il faisait un reportage sur un groupe religieux qui chantait des prières à l'extérieur de l'Hôpital Régional 66 en soutien aux infirmières. Son agresseur mais aussi Sánchez Rodríguez sont tous les deux arrêtés par la police municipale, et le journaliste ne reçoit pas de soin avant qu'il ne soit relâché deux heures plus tard. L'agresseur semblant avoir agi sur le coup de l'émotion car dans la même semaine il avait perdu sa mère, sa sœur, et le jour de l'agression son père à cause du covid-19, la police municipale tente de persuader Sánchez Rodríguez de ne pas porter plainte, mais s'il dit comprendre la situation le reporter maintient sa plainte au nom du fait qu'il a été agressé dans le dos puis au sol, qu'il a été blessé et que son matériel professionnel a été détruit.
Au 8 mai, proclamé Journée Nationale de la Distance Sanitaire, il y avait 3 160 décès dont le lien était confirmé avec la Covid-19, 31 522 cas confirmés cumulés dont 8 048 cas actifs, 20 571 cas suspects et 123 446 personnes avaient été étudiées par des laboratoires. Ce jour-là, le chancelier Marcelo Ebrard, sur demande du président AMLO, réunit des représentants de l'Université nationale autonome du Mexique, l'Institut National de Nutrition, Texsalud-Monterrey, l'Université de Querétaro et d'autres institutions de l'enseignement supérieur, pour discuter des modalités et des destinataires d'un versement d'un fonds de 1 million d'euros pour financer la recherche d'un vaccin contre le SARS-CoV-2. L'Institut National de Nutrition se met de plus en lien direct avec l'Organisation mondiale de la santé à propos d'une expérimentation menée sur 7 patients mexicains. En même temps, plusieurs laboratoires privés mexicains se joignent à la rechercher sur le Remdésivir, l'un des médicaments les plus prometteurs contre la Covid-19. Le 8 mai, sans lien avec cette réunion, Margarita Hernández Ortiz la Coordinatrice Générale de la Recherche, des Post-doctorats et de la Mise-en-relation de l'Université de Guadalajara annonce au cours d'une vidéoconférence que des étudiants de son universités ont mis au point un nouveau respirateur artificiel de type "ambu bag", destiné à lancer une production nationale au Mexique afin de ne pas dépendre de la production et de la vente de respirateurs artificiels cinq fois plus chers produits aux États-Unis, et que l'université était en attente de l'approbation de la Commission Fédérale pour la Protection contre les Risques Sanitaires avant de lancer la production. Ce nouveau modèle de respirateur a été inventé par des étudiants et des chercheurs de l'Université de Guadalajara, de l'Hôpital Civil de Guadalajara Fray Antonio Alcalde, du Centre Universitaire de Tonalá et des entreprises PROMEYCO et Atlas NanoTech, sous la direction du docteur David Alejandro López de la Mora (qui travaille à la fois pour le Centre Universitaire de Tonalá et Atlas NanoTech). Dans l'État de San Luis Potosí, toutes les opérations de transplantations d'organes sont annulées à cause du risque sanitaire.
Au 10 mai, il y avait 3 645 décès avec un lien confirmé avec la Covid-19, 35 022 cas confirmés cumulés dont 8 457 cas actifs, 19 979 cas suspects, et 130 956 personnes avaient été étudiées. Ce à quoi on peut rajouter 247 décès dont un lien avec le SARS-CoV-2 est suspecté mais pas confirmé. Les zones les plus touchées étaient par ordre décroissant : la ville de Mexico puis les États de Mexico, Tabasco, Veracruz, Basse-Californie, Morelos et du Yucatan.
Au 13 mai, il y avait 4 220 décès, 40 186 cas confirmés cumulés dont 9 378 cas actifs, 24 856 cas suspects, et 1 478 497 personnes avaient été étudiées. À cette date, il restait 15 086 lits d'hôpital disponibles dans le pays. Au 14 mai, il y avait 4 477 décès,  42 595 cas confirmés cumulés dont 10 057 cas actifs, 26 746 cas suspects et 155 932 personnes avaient été examinées. Au niveau national, le taux d'occupation des lits d'hôpitaux était de 35%, mais dans la ville de Mexico il était de 73% et dans l’État éponyme 53%. À Mexico, un hôpital de campagne, installé dans la cour de l'Institut National des Maladies Respiratoires, commence à fonctionner, géré par la Croix-Rouge et des fondations privées, ce qui permet à l'institut de pouvoir accueillir 50 lits avec respirateurs supplémentaires. Le même jour, l'Ambassade de France au Mexique et la Fondation Axa offrent 15 000 masques au Parquet Général de Justice de la Ville de Mexico et proposent des services de télémédecines aux victimes de violences de genre ou familiales. L'Institut Mexicain de Sécurité Sociale et la mairie de Mexico commencent à mettre en place le plan de relance économique prévu par le gouvernement fédéral et plusieurs gouvernements fédérés (lire ci-dessous).
Au 17 mai, au Mexique il y avait 5 177 décès, 49 216 cas confirmés cumulés de covid-19 dont 11 105 cas actifs, 27 507 cas suspects et 172 294 personnes avaient été étudiées. Dans le Chiapas, avec 44 nouveaux cas confirmés et 5 décès en 24 heures, l'épidémie y entame son "étape la plus critique" selon le Secrétaire à la Santé du Chiapas, José Manuel Cruz Castellanos, ce qui porte le bilan dans cet État à 53 décès et 654 cas confirmés cumulés (245 guéris, 240 en soins ambulatoires, 38 hospitalisés dans un état stable, 37 hospitalisés dans un état grave, 41 sous respirateur et les 53 décès). Un dixième avion de matériel médical arrive de Chine, amenant 288 respirateurs, 300 000 tests PCR, 500 000 gants et de la toile spéciale pour fabriquer des masques médicaux. Au 18 mai, il y avait 5 332 décès, 51 633 cas confirmés cumulés dont 11 300 cas actifs, 26 933 cas suspects cumulés et 177 133 personnes avaient été testées. L'on peut rajouter la mort à cause du covid-19 sur le territoire des États-Unis de 959 Mexicains à cette date. Le sous-secrétaire Hugo López-Gatelll demande aux États mexicains de prendre exemple sur celui de Quintana Roo, où la politique de réduction de mobilité a permis d'y faire décroître l'épidémie. 269 des 323 municipalités connues comme les "Municipalités de l'Espoir" (principalement celles de Oaxaca, Jalisco, Puebla, Guerrero et Chihuahua) décident de ne pas faire redémarrer les activités économiques et scolaires. Au 19 mai, il y avait 54 346 cas confirmés cumulés dont 11 767 cas actifs, et 29 450 cas suspects. Le Secrétaire à la Santé Jorge Alcocer annonce que les tests menés conjointement par le Mexique et l'OMS sur l'utilisation du Remdésivir pour soigner les patients atteints du covid-19 ont donné de bons résultats, diminuant de 20% à 25% leur durée de séjour en soins intensifs. 
Au 20 mai, il y avait 6 090 décès, 56 594 cas confirmés cumulés dont 12 085 cas actifs, 31 866 cas suspects et 193 586 personnes avaient été examinées. Parmi les décès du jour se trouve Gloria Cabrera González, une infirmière qui travaillait à l'hôpital général “Ernesto Meana San Román” de Jojutla (Morelos). Et parmi les nouveaux cas détectés se trouvent 8 footballeurs du Club Santos Laguna, tous des porteurs asymptomatiques du SARS-CoV-2. À cette date, le taux d'occupation des lits d'hôpitaux à l'échelle nationale était de 39%, et ceux des lits dans les services de réanimation de 32%. À Mexico, une tentative de séquestration de 14 infirmiers et infirmière est déjouée (lire ci-dessous). Sans lien avec cet incident, deux ambulanciers de la Croix-Rouge Mexicaine sont agressés à Huixquilucan par les membres de la famille d'un homme de 53 ans qui souffrait d'insuffisances respiratoires graves à cause du covid-19, car la famille voulait l'envoyer au centre médical le plus proche qui se trouvait à Toluca, alors que selon l'état du patient les ambulanciers recommandaient plutôt de l'envoyer à l'hôpital général de Naucalpan qui était mieux équipé pour ces symptômes, ce qui provoque une dispute et fait déjà perdre du temps ; le patient meurt dans l'ambulance durant son transfert vers Naucalpan, et à l'arrivée à l'hôpital la famille accuse les ambulanciers de ne pas avoir été assez rapides et les agresse alors, des membres de la Garde nationale qui gardaient l'hôpital doivent s'interposer et exfiltrer les membres de la Croix-Rouge.
Au 26 mai, il y avait 8 134 décès, 74 560 cas confirmés cumulés dont 14 718 cas actifs, 31 878 cas suspects 235 129 personnes avaient été étudiées. À cette date, l'OMS félicite le Mexique pour sa gestion de la pandémie.

### Fin de la quarantaine

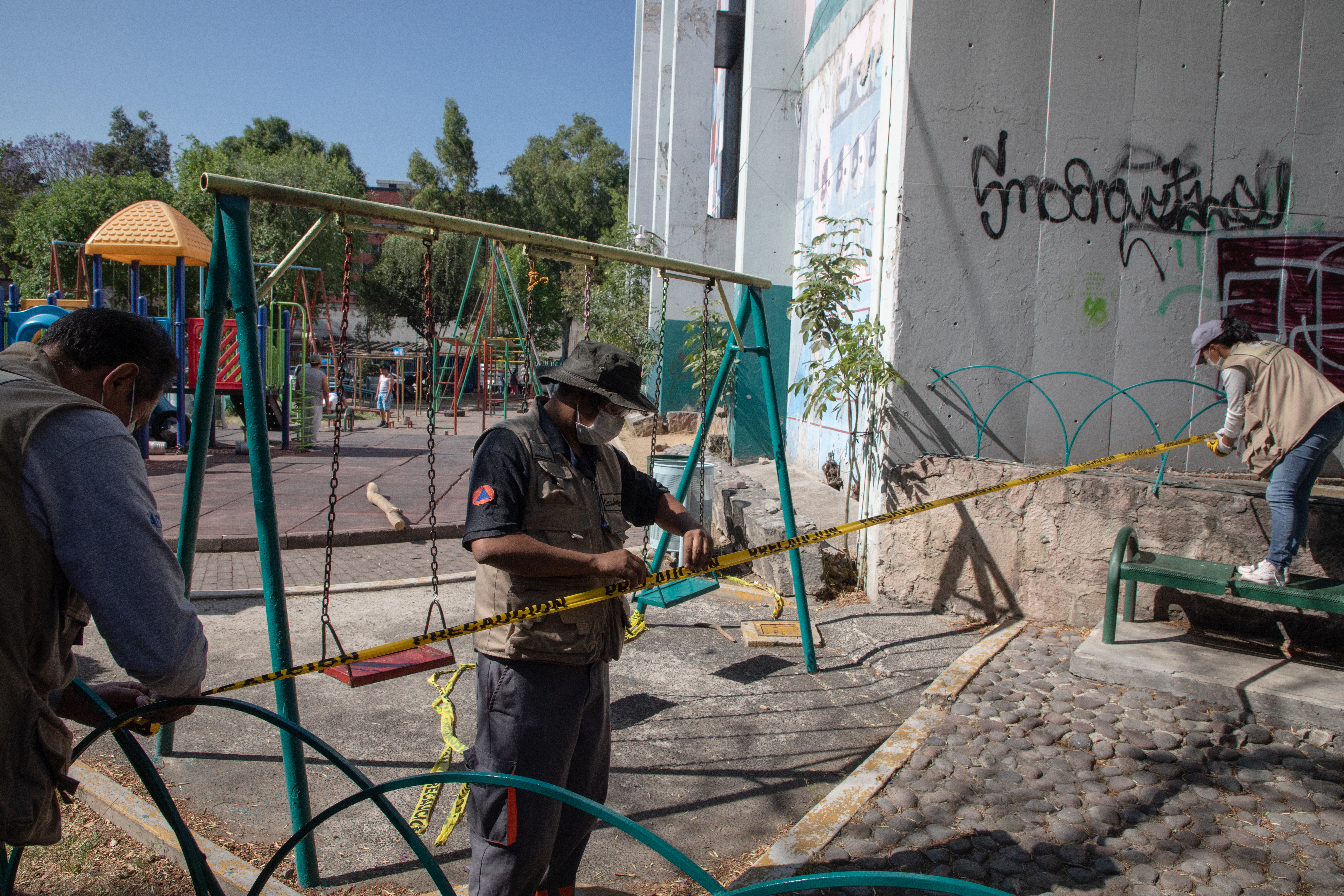
Fermeture des espaces publics à Tlatelolco, Mexico, le 13 avril 2020.

Au 1er juin, il y a 10 167 décès, 93 435 cas confirmés cumulés dont 16 303 cas actifs (des cas positifs qui ont présenté des symptômes dans les 14 derniers jours), 38 497 cas suspects cumulés et  282 089 personnes avaient été examinées. C'est à cette date que la quarantaine nationale prend fin, on observe que dans la plupart des États une partie importante de la population cesse en même temps de respecter la distanciation sociale (sauf dans les États de Quintana Roo, Tabasco, Sinaloa, Tlaxcala et Sonora). Au 2 juin, il y a 10 637 décès, 97 326 cas confirmés cumulés dont 16 940 cas actifs, 42 151 cas suspects cumulés et 293 078 personnes avaient été étudiées. Au 3 juin, il y avait 11 729 décès, 101 238 cas confirmés cumulés dont 16 289 cas actifs, 44 869 cas suspects cumulés et  403 461 personnes ont été examinées. Ce jour-là, le président Andrés Manuel López Obrador prévient que si de nouveaux foyers d'infection apparaissent, la quarantaine sera rétablie dans les régions concernées.
Le 4 juin, le Sous-Secrétaire à la Prévention et à la Promotion de la Santé Hugo López-Gatell revoit le bilan de l'épidémie fortement à la hausse, et estime le nouveau nombre de décès entre 30 000 et 35 000. Cette augmentation subite vient de deux choses : des décès suspects dont le lien avec le covid-19 n'était pas encore prouvé auparavant et qui l'ont été ensuite, et le délai de 20 à 25 jours du Secrétariat à la Santé du Mexique pour prendre en compte tous les décès qui lui avaient été signalés et les traiter. La Commission Nationale des Droits Humains se dit préoccupée par le taux de létalité du covid-19 en prison, où en 2020 il est devenu la première cause de mortalité. À Guadalajara (capitale de Jalisco), des émeutes éclatent et sont durement réprimées, après que des policiers aient battus à mort à Ixtlahuacán de los Membrillos (agglomération de Guadalajara) un jeune parce qu'il ne portait pas de masque médical (lire ci-dessous).
Au 6 juin, il y a 13 511 décès confirmés, 113 619 cas actifs cumulés dont 19 279 cas actifs (soit 23% de cas actifs), 48 273 cas suspects, et 332 326 personnes avaient été examinées. Au 7 juin, il y avait 13 511 décès confirmés, 113 619 cas confirmés cumulés dont 19 278 cas actifs, 48 273 cas suspects et 332 326 personnes avaient été étudiées. À cette date, au niveau national 44% des lits d'hôpitaux généralistes et 38% des lits avec respirateurs étaient occupés. Parmi les nouveaux malades du covid-19 se trouvent Zoé Robledo, le directeur de l'Institut Mexicain de Sécurité Sociale, largement impliqué dans la lutte contre la pandémie. 113 personnes qui ont guéri du covid-19 vont donner leur plasma à la Banque du Sang, pour en faire don à des patients toujours malades et ainsi les aider à guérir. Rosa María Wong Chew, la cheffe de la Sous-Division de Recherche Clinique de la Faculté de Médecine de l'Université nationale autonome du Mexique, estime que la proportion de la population mexicaine exposée au coronavirus SARS-CoV-2 est très petite, alors qu'il faudrait qu'entre 60% et 70% de la population l'ait été pour pouvoir compter sur l'immunité collective, ce qui fait qu'entre 80% et 95% de la population est susceptible d'être contaminée. À Mexico, des restaurateurs distribuent de la nourriture aux personnes qui ont perdu leur emploi à cause de la pandémie et qui ont donc des problèmes pour acheter à manger. Un avion arrive de Chine, avec 85 respirateurs VG70. À Morelia (capitale du Michoacán), les cinémas rouvrent à condition de respecter les distances sanitaires, les contrôles sanitaires et d'utiliser du gel hydroalcoolique. Au 8 juin, il y avait 14 053 décès avec un lien confirmé avec le covid-19, 120 102 cas confirmés cumulés dont 18 416 cas actifs, 46 398 cas suspects, et 344 375 personnes avaient été étudiées. Parmi les morts tués par le covid-19 ce jour-là se trouve le peintre Manuel Felguérez (es). Au 9 juin, il y avait 14 629 décès avec un lien confirmé avec le covid-19, 124 301 cas confirmés cumulés dont 18 904 cas actifs, 50 677 cas suspects, 357 055 personnes avaient été examinées. Ce jour-là, un premier cas est confirmé à Tzeltal de Chilón (Chiapas) dans un camp de réfugiés mexicains qui fuient la violence du crime organisé d'autres parties du pays, alors que ce camp est particulièrement exposé à la pauvreté et toujours au crime organisé local. Au 10 juin, il y avait 15 357 décès avec un lien confirmé avec le covid-19, 129 184 cas confirmés cumulés dont 19 897 cas actifs, 53 608 cas suspects cumulés et 369 362 personnes avaient été examinées. À Mexico, la mairie de l'arrondissement d'Azcapotzalco lance une application, Azcapotzalco Covid-19, qui permet de mettre en contact par appel vidéo avec le Centre d'Azcapotzalco de Réponse aux Urgences (Centro Azcapotzalco de Respuesta a Emergencias - CARE) en cas de suspicion. Au 11 juin, il y avait 15 944 décès avec un lien confirmé avec le covid-19, 133 974 cas confirmés cumulés dont 20 832 cas actifs, 55 700 cas suspects cumulés et 381 139 personnes avaient été examinées.
Au 14 juin, il y a 17 141 décès avec un lien confirmé avec le covid-19, 146 837 cas confirmés cumulés de covid-19 dont 22 398 cas actifs, 52 636 cas confirmés cumulés, et 406 549 personnes ont été examinées. Parmi les morts provoqués par le covid-19 du jour, se trouve le footballeur professionnel Aarón Padilla Gutiérrez, qui souffrait aussi d'alzheimer. La mort du général Daniel Elpidio Nicolás Camacho, hospitalisé à cause du covid-19, est annoncée par erreur puis démentie.
Au 16 juin, il y a 18 310 décès avec un lien confirmé avec le covid-19, 154 863 cas confirmés cumulés de covid-19 dont 21 159 cas actifs, et 56 843 cas suspects. Le port de Mazatlán (Sinaloa) et les lieux de commerce de la ville commencent à rouvrir progressivement, avec obligation de respecter les mesures sanitaires. Au 17 juin, il y avait 19 080 décès avec un lien confirmé avec le covid-19, auxquels on peut rajouter 1846 autres décès avec un lien suspecté avec le covid-19, 159 793 cas confirmés cumulés dont 22 209 cas actifs, 59 076 cas suspects et 441 670 personnes avaient été examinées. Un bilan est dressé à cette date spécifiquement sur les communautés indigènes du Mexique, qui toutes confondues ont connu 327 décès, 1 760 cas confirmés cumulés dont 222 cas actifs et 428 cas suspects de covid-19 ; parmi les indigènes décédés, 40% souffraient de diabète, 40% d'hypertension, 27% d'obésité et seuls 22% étaient morts uniquement du covid-19. Pour la totalité des communautés rurales, indigènes ou non, à cette date il y avait 507 décès, 4 075 cas confirmés cumulés et 1 069 cas suspects de covid-19. Au 18 juin, il y avait 19 747 décès avec un lien confirmé avec le covid-19, 165 455 cas confirmés cumulés de covid-19 dont 23 528 cas actifs, 59 778 cas suspects et 453 481 personnes avaient été étudiées. Une baisse du nombre de cas de covid-19 à Mexico, au début épicentre du volet mexicain de la pandémie faible mais qui dure sans discontinuer depuis le 25 mai est constatée.
Le 5 juillet 2020, il y a 30 366 décès avec un lien avéré et 252 165 cas confirmé de covid-19. Ceci fait qu'en nombre absolu de morts (mais pas en proportion de la population) le Mexique devient le cinquième pays le plus touché au monde, surpassant la France, et le troisième pays le plus touché d'Amérique après les États-Unis et le Brésil.
Le 12 juillet 2020, avec 35 006 décès et 299 750 cas confirmés, le Mexique devient le quatrième pays avec le plus de décès liés au covid-19 au monde (derrière les États-Unis, le Brésil et le Royaume-Uni).

### Retour en quarantaine de certains États

Nombre de nouveaux cas (bleu) et nombre de décès (rouge) - lissage dégressif, coordonnées logarithmiques. Le pic épidémique est atteint fin juillet ou début août.

Un système de feux (verts, jaunes, orange et rouges) est appliqué à partir du 6 juillet 2020, afin de classifier les États selon la circulation du coronavirus SARS-CoV-2, et prendre les mesures appropriées à leur échelle.
Le lundi 20 juillet 2020, 18 États passent en situation dite de "feu rouge" (semáforo rojo). Si officiellement ils ne retournent pas en quarantaine, seuls les commerces essentiels - principalement ceux liés à la nourriture, l'hygiène et l'énergie - les établissements médicaux et les administrations régaliennes sont autorisés à rester ouverts, ce qui reproduit de fait la plupart des conditions de la quarantaine du début de la pandémie. Les 14 autres États passent en "feu orange" (semáforo naranja), ce qui signifie que d'autres lieux sont autorisés à rester ouverts, mais les établissements hôteliers et de sport ne peuvent accueillir du public qu'à 50% de leurs capacités habituelles, et les établissements culturels qu'à 25%. Cette situation doit être réexaminée et actualisée le 26 juillet.
Avec 915 nouveaux décès dans les 24h précédentes, le Mexique dépasse le 40 000 décès liés au covid-19 le 21 juillet, atteignant les 40 400 morts. Il y a de plus 356 255 cas confirmés cumulés.
Au 31 juillet, bien que deux États rouges soient redevenus orange, il y avait 46 866 décès liés au covid-19 et 424 637 cas confirmés cumulés. Le Mexique devient alors le troisième pays avec le plus de morts causés par le covid-19, derrière les États-Unis (151 496 morts à la même date) et le Brésil (90 134 morts). Le Secrétaire aux relations étrangères, Marcelo Ebrard, annonce qu'en septembre, le Mexique commencera des essais cliniques sur l'humain pour tester l'efficacité d'un vaccin développé par Sanofi, et précise « C’est le premier protocole de phase 3 à être réalisé au Mexique, sans frais pour notre pays ».
Les employées de maison mexicaines, en situation précaire et souvent exploitées par leurs patrons, sont particulièrement exposées à la maladie. Début août, les femmes au foyer et les domestiques représentaient près du quart des victimes mexicaines de la pandémie. « Au-delà des transports, les domestiques s’exposent aux contagions, en faisant les courses de leurs employeurs sur des marchés, par exemple », souligne le sociologue Héctor Hernández Bringas. La précarité constitue un facteur aggravant : ainsi 99 % des femmes de ménage n’ont-elles ni contrat de travail ni couverture sociale.
Le 13 novembre 2020, la maire de Mexico Claudia Sheinbaum annonce la fermeture pour 15 jours des bars et restaurants dans sa ville. Le lendemain, 14 novembre, le Mexique dépasse le million de cas confirmés cumulés de covid-19.
Le 19 novembre, le Mexique dépasse la barre des 100 000 morts causés par le covid-19, avec 100 104 décès au lien confirmé. À la même date, il y avait 1.019.543 cas confirmés cumulés dont 37.473 cas actifs, et 384.718 cas suspects. 766.361 malades étaient considérés comme guéris.

## Impact

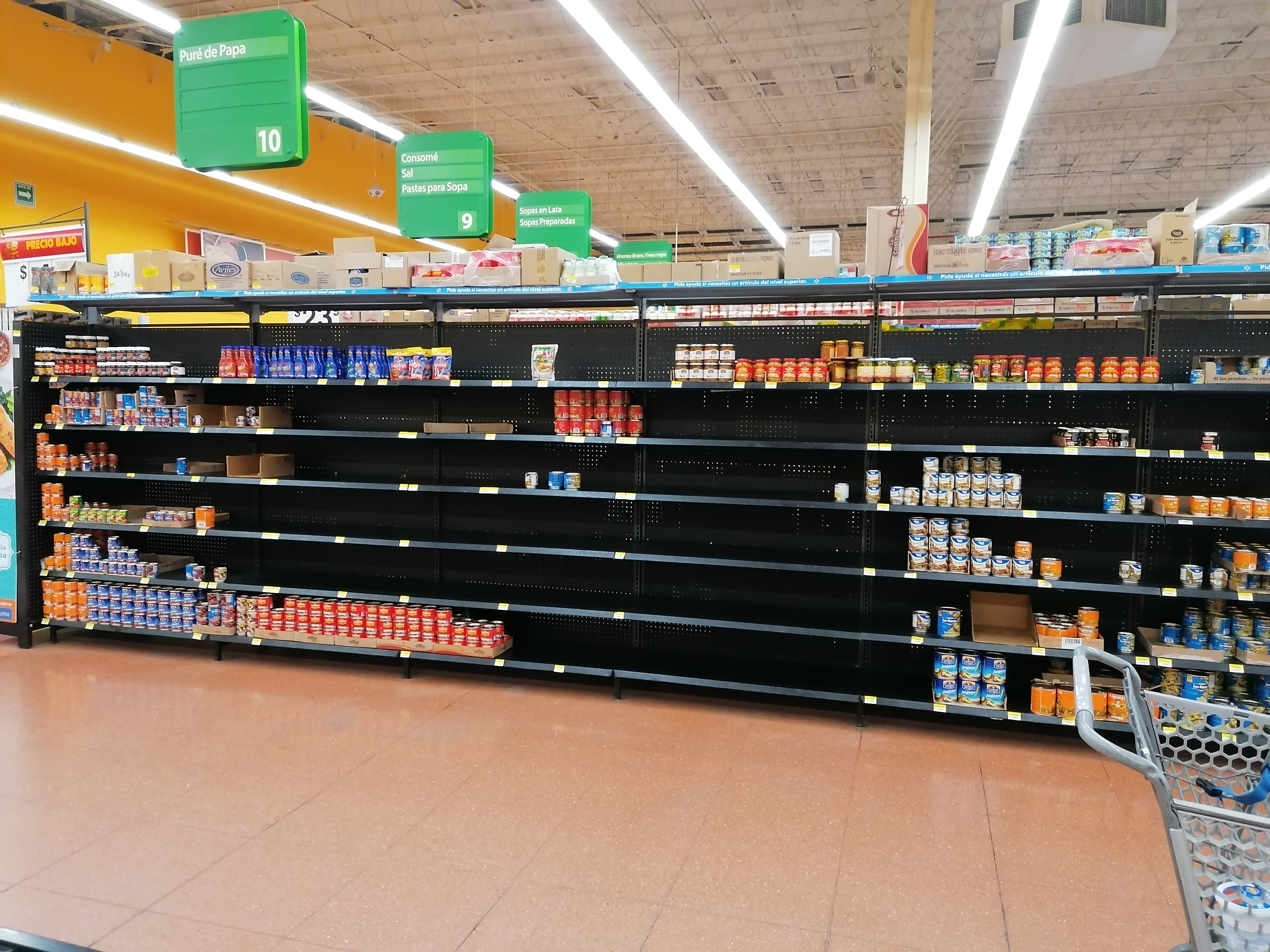
Rupture de stock de boîtes de conserve dans un supermarché de la ville de San Luis Potosí, le 20 mars 2020, la veille de la mise-en-quarantaine de l'État de San Luis Potosí.

### Achats de panique et pillages
Comme dans de nombreux pays, des achats de panique provoquant des ruptures de stock fait par une partie des Mexicains sont observés en mars 2020.
Cependant, le cas mexicain connaît quelques particularités, comme l'implication de ressortissants des États-Unis, au moins dans la ville-frontière de Tijuana le 19 mars, où ils vont épuiser plusieurs supermarchés. Dans d'autres cas, l'on remarque l'implication du crime organisé. Ainsi, le 20 mars, un commando attaque à la voiture-bélier un supermarché de Tecámac, blessant gravement une employée, pour le piller. Le pick-up qui a renversé l'employé sera retrouvé plus tard à Ecatepec de Morelos.
Du 23 au 26 mars, 73 personnes sont arrêtées par la police, soupçonnées d'être impliquées dans des vols et des pillages commis contre au moins 30 restaurants et magasins dans 16 arrondissements de Mexico. Au 28 mars, il y avait 83 personnes détenues à Mexico pour des faits de vols ou de pillages (41 pour vols avec violence, 19 pour vols sans violence, 12 pour avoir revendu des produits volés pour le compte des cartels, et 6 pour avoir dégradé le bien d'autrui), et des enquêtes étaient ouvertes contre 33 d'entre eux.
Le 4 avril, des achats de panique de carburant sont effectués dans des stations-services de plusieurs villes de l’État de Sonora, après avoir mal interprété une déclaration du Conseil Fédéré de la Santé [de Sonora] qui avait annoncé que certains commerces importants pour l'économie de Sonora allaient devoir fermer. Le Conseil a par la suite démenti que les stations-services étaient concernées. En début mai, à Hermosillo, la capitale de Sonora, de larges files d'attente de plus d'une heure se forment pour acheter de la bière, souvent des packs de 24 canettes (le maximum que la plupart des magasins acceptent de vendre par individu à Sonora dans ce contexte), après que le gouvernement de l’État ait fait fermer les brasseries, en estimant qu'elles ne constituaient par une activité dont le maintien était essentiel durant la pandémie.

### Relations avec les États-Unis
Plusieurs dizaines de cas confirmés de Covid-19 au Mexique sont des individus - Mexicains ou Américains - revenant des États-Unis. Le 20 mars, les États-Unis et le Mexique se mettent d'accord pour fermer leur frontière à tous les voyages non essentiels. L'association Usuarios Unidos por Sonora ("Usagers Unis par Sonora") manifeste le 26 mars à Nogales, Sonora, ville-frontière avec les États-Unis au niveau de l'Arizona, pour demander la fermeture totale de la frontière, alors que les États-Unis sont devenus à cette date le pays le plus atteint par la pandémie en nombre de cas.

### Libération de prisonniers
Le Parlement vote le 20 avril une loi d’amnistie visant à désengorger les prisons pour éviter les contagions. Plusieurs milliers de condamnés pour délits mineurs (« vol sans violence », « production, transport ou possession de drogue, sans visée de distribution », « interruption volontaire de grossesse ») seront libérés. L’amnistie concerne aussi les membres des communautés indigènes qui n’ont pas eu accès à un procès équitable. Alors que le parti au pouvoir, le Mouvement de régénération nationale, défend « un geste d’humanité », l'opposition de droite dénonce la mesure. 
Prévu pour 170 000 détenus, le système pénitentiaire mexicain en accueille près de 210 000. Au total, 63 % des prisons ne respectent pas les normes d’hygiènes, selon la Commission mexicaine des droits de l’homme. « Dans ces conditions, la distanciation physique et le confinement sont pratiquement impossibles », a averti Michelle Bachelet, la haute-commissaire pour les droits de l’homme des Nations unies, qui a soutenu l’initiative.

### Économie

#### Finances
En mars 2020, les investisseurs étrangers revendent leurs bons de valeurs gouvernementales à d'autres étrangers pour s'en débarrasser et faisant ainsi sortir des milliards de pesos mexicains du pays, alors qu'en même temps seul l'équivalent 2,01 milliards de pesos entrent au Mexique (une aussi faible rentrée n'étant pas arrivée depuis novembre 2016), ce qui provoque la perte de l'équivalent de 166,54 milliards de pesos mexicains pour le pays, ce qui constitue une perte record historique. Le comportement des investisseurs est causé par les incertitudes autour de l'économie mexicaine, dont ils craignent qu'elle souffre de la pandémie de covid-19, mais aussi de la chute des cours du pétrole qui avait lieu au niveau mondial en même temps.
La Confédération patronale du Mexique a réclamé une prise en charge par l’État d’une partie des salaires des employés du secteur privé pour éviter les licenciements.
Le 26 avril, la Banque interaméricaine de développement (BID) et le Conseil Mexicain du Négoce (CMN) proposent un plan de soutien aux entreprises de 12 milliards de dollars. Cependant, le président Andrés Manuel López Obrador et le Secrétariat aux Finances et au Crédit public du Mexique refusent d'approuver ce plan, et ordonnent à la Banque du Mexique de ne pas verser d'argent public aux grandes entreprises et aux banques, le président expliquant qu'il préfère le réserver aux affaires publiques, et pour soutenir les travailleurs indépendants, les paysans, les étudiants et les peuples indigènes,. La BID et le CMN maintiennent leur plan, mais se mettent à chercher de l'argent privé pour le financer.

#### Tourisme
En mars 2020, 645 hôtels ou centres d'hébergements touristiques ferment à travers tout le Mexique, à cause de la baisse du nombre de touristes. Avec la suspension annoncée des activités touristiques en Basse-Californie du Sud et à Sinaloa, 995 hôtels supplémentaires doivent fermer début avril. Au cours du mois de mars, les flux touristiques au Mexique diminuent de 34.4%. Début avril, 75 % des vols internes et 80 % des vols internationaux arrivant au Mexique sont annulés.

#### Industrie
En avril, la production de véhicules se réduit de 98.7%, et les exportations du secteur automobile chutent de 90.2%. En mai, les exportations d'automobiles diminuent de nouveau de 95%.

#### Plans de relance économique
À partir du 12 mai, des plans de relance économique de la part du gouvernement fédéral et des gouvernements fédérés commencent à être mis-en-place.
Le 14 mai, l'Institut Mexicain de Sécurité Sociale (IMSS) approuve les 916 premiers versements de microcrédits de 25 000 pesos à des femmes de ménage déclarées, ce qui marque le début d'un plan dont l'objectif est de soutenir 22 300 femmes de ménage indépendantes. À cette date, l'IMSS avaient également approuvé le recours à un autre plan de soutien économique par 157 249 entreprises, ce qui avait coûté à cet institut 3 milliards 443 millions de pesos. Le même jour, la maire de Mexico, Claudia Sheinbaum, met en place un système de "feu tricolore" basé sur la vitesse de la propagation de la maladie dans les différentes zones de l'agglomération de Mexico, divisé entre vert, jaune et rouge, qui indique à partir de quel moment les activités économiques peuvent reprendre dans quels quartiers : si la situation d'un quartier passe de rouge à orange ou de orange à vert les activités économiques peuvent reprendre, mais si au contraire elle se dégrade et qu'il passe de vert à orange ou de orange à rouge, elles doivent être suspendues temporairement.
Au 18 mai, le Secrétariat à l'Économie du Mexique signale que 252 015 micro-entreprises ont bénéficié du programme Crédito a la Palabra ("Crédit sur Parole"), recevant 25 000 pesos chacun, pour un total de 6 milliards 300 millions de pesos distribués. Au 21 juillet, 19 milliards 238 millions de pesos avaient été distribués à 776 403 bénéficiaires. L'objectif à terme est d'aider un million de micro-entreprises,.

#### Pauvreté
Les plus démunis ont été les principales victimes de la crise économique. Selon le Conseil national pour l'évaluation des politiques de développement social (Coneval), le nombre de pauvres a augmenté de 10 millions entre le début de l’épidémie et la mi-juin, atteignant 62,2 millions de personnes. L'extrême pauvreté pourrait passer de 11,1 % à 15,9 % en 2020. 

### Polémiques autour deTV Aztecaet de sa maison-mère Grupo Salinas
Le soir du 17 avril, le présentateur de TV Azteca, la deuxième chaîne de télévision la plus regardée du Mexique, Javier Alatorre accuse le Sous-secrétaire à la Prévention et à la Promotion de la Santé, Hugo López-Gatell (devenu l'un des hommes politiques les plus connus et les plus populaires au Mexique durant la pandémie) de mentir sur les chiffres de l'épidémie, pointant des différences entre les chiffres communiqués le matin par López-Gatell et ceux dans la journée par Jaime Bonilla, le gouverneur de Basse-Californie, à propos du nombre de morts sur cet État,. En plus d'accuser López-Gatell de mentir, il demande également aux Mexicains de ne pas le croire et de ne pas respecter les consignes de sécurité et d'hygiène demandées par le gouvernement,. Alatorre réitère ensuite ses propos sur une chaîne d'information en continu du même groupe, Azteca Noticias.
Les accusations d'Alatorre, et surtout ses appels à ne pas suivre les consignes d'hygiène en pleine pandémie, sont très mal reçues sur les réseaux sociaux mexicains, où il est extrêmement moqué et critiqué. Les hashtags #TVAztecaCriminal ("#TVAztecaCriminelle") et #AztecaTerrorista ("#AztecaTerroriste") deviennent populaires parmi les utilisateurs mexicains de Twitter le lendemain.
Dans la journée du 18, il apparaît très vite par témoignages d'employés de TV Azteca et des appels téléphoniques ayant filtrés qu'Alatorre ne faisait que suivre la ligne éditoriale fixée par le propriétaire de la chaîne, Ricardo Salinas Pliego, le deuxième homme le plus riche du Mexique (après Carlos Slim Helú),. Celui-ci étant le propriétaire du Grupo Salinas, qui inclut entre-autres les chaînes de télévision Azteca, qui risque de voir ses bénéfices diminués à cause des mesures de quarantaine prises dans tout le pays, et à donc intérêt à ce que les Mexicains ne les respectent pas,,. Dans la ville de Oaxaca de Juárez (capitale de Oaxaca), l'organisation Oaxaca Comuna manifeste pacifiquement devant les locaux de TV Azteca, puis y collent des banderoles "Fermeture, pour avoir attenté à la santé des Mexicains". Une association d'immigrants mexicains lance un appel aux Mexicains qui travaillent en-dehors du territoire national, en particulier ceux présents aux États-Unis, de ne pas envoyer leur argent au Mexique via Banco Azteca ou Elektra, qui appartiennent aussi au Grupo Salinas, et de boycotter les magasins Elektra. L'association lance les hashtags #ApagaTVAzteca ("#ÉteintTVAzteca"), #BoycotElektra et #BoycotBancoAzteca, et diffuse un communiqué où elle accuse "le fond du problème est que franchement [Salinas Pliego] accorde plus d'importance à l'argent qu'à la vie des gens. C'est une attitude criminelle."
Le 19 avril, il est révélé que des employés travaillant pour TV Azteca, Banco Azteca et ADN 40 (une autre télévision du Grupo Salinas) présentant des syndromes du covid-19, dont au moins un d'entre-eux a été un cas confirmé par la suite, ont été obligés de se rendre à leur poste aux contacts des autres salariés, sans autre mesure d'hygiène autre que celles de recruter plus de personnel pour les équipes de nettoyage. Le même jour, le Secrétariat à l'Intérieur du Mexique émet un avertissement public envers TV Azteca qui lui enjoint de respecter publiquement les consignes d'hygiènes et de sécurité émises par le Secrétariat à la Santé du Mexique et le Conseil de Salubrité Générale, sous peine d'engager des procédures en justice. Le 20 avril, l'ONG Mexicanos contra la corrupción y la impunidad ("Mexicains contre la corruption et l'impunité") publie des photos d'employés de TV Azteca et d'Elektra forcés à se rendre sur leurs lieux de travail, alors que leurs activités sont considérées comme non-essentielles et/ou sont réalisables en télétravail, et sans que des mesures d'hygiène n'aient été prises au sein de ces entreprises, malgré le fait que le stade 3 de l'épidémie ait été déclaré, ainsi que des photos du personnel de nettoyage portant des tenues de protection et des masques qu'ils ont dû fabriquer eux-mêmes à partir de sac-poubelles, puisque leur employeur ne leur en a fourni aucune.
Le Secrétariat au Travail et à la Prévision sociale du Mexique (STPS) demande à plusieurs reprises de fermer les locaux d'Elektra et de Banco Azteca, en estimant que ces entreprises n'étaient pas assez nécessaires pour rester ouvertes durant la pandémie. À chaque fois depuis début avril, ces entreprises saisissent la justice des États concernés pour rester ouvert, et à chaque fois les juges leur ordonnent de fermer leurs locaux. Au 6 mai 2020, elles avaient saisi la justice fédérale. Ce qui pousse Elektra à promettre au STPS de fermer 1 200 points de vente durant la semaine pour le reste de la pandémie. Le 18 mai, un tribunal de Mexico rejette le recours de Banco Azteca, et continue de l'obliger à rester fermer. Le 7 juin, une ministre de la Cour suprême de justice de la Nation refuse de plus un recours d'Elektra sur une autre affaire, qui doit forcer la compagnie à rembourser 3 078 721 pesos d'impôts immobilier non-payés depuis 2013 plus les intérêts.

### Violences de genre
Alors que le premier trimestre de 2020, déjà avant l'arrivée du covid-19 dans le pays, était celui répertorié le plus violent envers les femmes au Mexique, avec 964 femmes assassinées entre janvier et mars 2020 (dont 720 meurtres classés en homicides généraux et 244 spécifiquement des féminicides), il semble que la quarantaine nationale empire encore la situation de violence envers les femmes, puisque pour le seul mois de mars 2020 les services d'urgence reçoivent 26 171 appels liés aux violences domestiques, dont 21 768 sont des appels à l'aide ou pour demander une intervention policière. Il s'agit du plus important nombre d'appels de ce type sur un seul mois, depuis le début des statistiques sur ce sujet en 2016. De plus, il est estimé que seulement 11% des femmes victimes de violence domestique ont pu passer un appel. De janvier à mars, les zones les plus touchées sont la ville et l'État de Mexico et celui de Chihuahua, avec un peu plus de 10 000 cas chacun. Le 7 mai, la Commission Nationale des Droits Humains appellent les autorités municipales, fédérées et fédérales à mettre en place des plans d'urgence pour lutter contre les violences faites aux femmes, après avoir une « grave augmentation » des meurtres de femmes et des appels liés à des violences familiales. En effet, selon les chiffres du Secrétariat Exécutif du Système National de Sécurité Publique, il y avait en moyenne 10.5 meurtres de femmes par jour en 2019, contre 10.6 par jour durant le premier trimestre 2020, et sur cette période 170 214 appels urgences avaient été passés à cause de violences familiales.
Le 14 mai, l'officine pour l'Amérique Latine et les Caraïbes du Programme des Nations unies pour le développement révèle que durant le premier mois de quarantaine au Mexique, les appels passés aux services d'aides aux femmes victimes de violence ont augmenté de 80%. Le même jour, l'Ambassade de France au Mexique offre des services de télémédecines aux victimes de violence de genre ou familiales.

### Émeutes de Guadalajara et mouvement JUSTICIA para Giovanni
Le 4 juin 2020, quelques jours après la fin de la quarantaine nationale, à Ixtlahuacán de los Membrillos (agglomération de Guadalajara, capitale de Jalisco), au moins 10 policiers municipaux tirent dans les jambes d'un jeune maçon, Giovanni López, puis le battent à mort car il ne portait pas de masque médical. L'homicide est filmé et diffusé sur les réseaux sociaux. Dans un contexte où la difficulté à se procurer les masques est vu par une grande partie de la population de Jalisco comme un échec de l'administration du gouverneur Enrique Alfaro, et où le pays voisin les États-Unis sont secoués par des grandes manifestations et des émeutes à la suite du meurtre de George Floyd à cause de violences policières, l'affaire provoque des émeutes à Guadalajara,,. Les manifestants et émeutiers font eux-mêmes le parallèle avec les États-Unis, et surnomment López "le George Floyd mexicain". Au centre de Guadalajara, deux voitures de police sont incendiées, la porte du palais du gouverneur est défoncée et certaines de ses fenêtres sont brisées. Les manifestations et les émeutes sont ensuite violemment réprimées par la police. Le procureur de l’État de Jalisco Gerardo Octavio Solís annonce qu'une enquête est ouverte sur la mort de López, et le gouverneur Enrique Alfaro se dit indigné et renvoie la responsabilité de la bavure sur les autorités municipales. La famille López semble confirmer la version du gouverneur Alfaro, et accuse le maire d'Ixtlahuacán de los Membrillos Eduardo Cervantes d'avoir offert au moins 200 000 pesos mexicains pour ne pas diffuser la vidéo de l'agression.
Durant la manifestation, un hashtag apparaît pour la couvrir, #JusticiaParaGiovanni ("#JusticePourGiovanni"), qui est ensuite repris comme titre d'une pétition sur Change.org. Plusieurs célébrités dénoncent la bavure, dont Guillermo del Toro (qui est la première célébrité à réagir), les membres du groupe musical Molotov, l'acteur José Ron, le chanteur Alfonso Herrera, l'actrice Zuria Vega, l'actrice Paulina Goto et l'actrice Salma Hayek, et réutilisent le hashtag comme le nom du mouvement JUSTICIA Para Giovanni qu'ils fondent, dont Hayek est la porte-parole.
Le lendemain, dans la matinée 5 juin, une autre manifestation a lieu à Guadalajara pour continuer d'exiger la Justice pour Giovanni López. Au cours de la manifestation, des heurts ont lieu, trois voitures de police sont brûlées, une manifestante tente de mettre le feu à un policier mais échoue, et 28 personnes sont arrêtées. Après ces incidents, le gouverneur Alfaro accuse le président Andrés Manuel López Obrador de les avoir organisés. Ce dernier répondra simplement en lui demandant d'apporter des preuves de ses dires, et en profite pour condamner les violences des policiers et des manifestants. À cette date, le Haut-Commissariat des Nations unies aux droits de l'homme condamne le meurtre de López. À midi, 3 policiers de Ixtlahuacán de los Membrillos sont arrêtés, soupçonnés d'avoir participé au meurtre. De plus, Amnesty International et la Cour interaméricaine des droits de l'homme dénoncent les atteintes aux droits humains durant la répression des manifestations des 4 et 5 juin à Guadalajara. Plusieurs dizaines de personnes avaient été arrêtées durant les manifestations. Au 7 juin, 42 avaient été libérées, mais 28 toujours pas et la police n'avait diffusé aucune information à propos de celles-ci. Ce qui amène les ONG de défense des droits humains à exiger d'être informées sur ces 28 personnes, et le Haut-Commissariat craint qu'il ne s'agisse de cas de disparitions forcées. 
Les 5 et 6 juin, des manifestations du pour demander justice pour López ont lieu dans plusieurs autres États du Mexique. Parfois pacifiquement, comme à Nayarit et Aguascalientes. Et parfois des incidents éclatent, le 5 juin des manifestants dans la ville de San Luis Potosí entrent dans le Congrès de l'État éponyme, endommagent l'intérieur et taguent l'extérieur. Le 5 juin, une manifestation pour demander justice à la fois pour López et Floyd devant l'Ambassade des États-Unis au Mexique ; quelques incidents éclatent et des vitres de l'ambassade sont brisées. Les policiers mexicains répriment la manifestation, et le lendemain la maire de Mexico Claudia Sheinbaum demande d'ouvrir une enquête sur l'agression d'une jeune manifestante de 14 ans par les policiers, qui l'ont frappée à coups de pied au point qu'elle a dû être hospitalisée. Le 7 juin, deux policiers impliqués dans cette affaire sont incarcérés préventivement par le Tribunal Supérieur de Justice de Mexico.
Le 7 juin, une manifestation a lieu à Tijuana pour protester contre les violences policières aux États-Unis et au Mexique, et demander justice à la fois pour López et Floyd.
Le 10 juin, trois autres policiers d'Ixtlahuacán de los Membrillos sont reliés au meurtre de López et placés en détention, dont l'ancien commissaire de la ville José Manuel Becerra Santacruz et l'ancienne commandante Guadalupe Elizabeth “N”, accusés du délit de torture. Le 11, le Commission des Droits Humains de Jalisco estime que Giovanni López a été victime d'une exécution extrajudiciaire, et met directement en cause la police d'Ixtlahuacán de los Membrillos, en utilisant les enregistrements de vidéosurveillance du commissariat pour prouver qu'il n'a pu être battu à mort que durant sa garde à vue.
Le 14 juin, une nouvelle manifestation a lieu à Guadalajara, organisée par des collectifs citoyens et des organisations de défense des Droits Humains, afin de réclamer la justice pour López et la démission du gouverneur Alfaro, et celle du procureur général Gerardo Octavio Solís car celui-ci avait refusé d'ouvrir des enquêtes sur des potentielles disparitions forcées qui ont eu lieu durant les manifestations précédentes à Guadalajara.

### Hystérie collective et chasse au loup-garou à Coita
À partir du 10 avril 2020, et durant au moins les 4 jours suivants,, les habitants du village de Coita (Chiapas) commencent à se croire attaqués par un loup-garou ou un nahual, un sorcier qui dans la mythologie préhispanique peut se transformer en animal, et dans le folklore particulier de Coita un homme qui peut se transformer en coyote. Les villageois évoquent la mort d'un chien pour des causes indéterminées, disant qu'il aurait été tué par la créature, et parlent d'apparition de flaques de sang sur le sol. Une partie des villageois passent alors les nuits suivantes sans dormir, et à tirer des coups de feu en l'air, en pensant faire fuir l'éventuelle créature. Selon le psychologue Rosemberg Román, il s'agit d'un cas d'hystérie collective, provoqué par le stress généré par l'impact de la pandémie sur la vie quotidienne, avec les incertitudes et l'anxiété que cela entraîne. Román précise que les épidémies n'ont pas de manifestations aussi visibles et tangibles que d'autres catastrophes naturelles, comme les séismes, et que l'impossibilité de lier le stress à quelque chose d'incarné pour l'évacuer aurait amené les villageois à créer une menace qui leur paraissait plus concrète. La psychothérapeute Dulce Boniza ajoute l'insomnie provoquée par la peur, les chasses nocturnes et les coups de feu comme facteur aggravant de l'hystérie. L'enseignant-chercheur à l'Université Autonome du Chiapas Mario Nandayapa fait également remarquer que cela s'ajoute dans une mémoire historique locale, basée sur une "épidémie" de catalepsie qui avait touché la ville de Chiapa de Corzo, proche de Coita, au début du XXe siècle, et dont la très forte mortalité et l'observation des séquelles chez les survivants qui leur donnait une rigidité cadavérique avait déjà suscité alors des craintes autour de forces surnaturelles.

### Tentative de séquestration de 14 infirmiers à Mexico
Le 20 mai 2020, Mexico, des individus non identifiés tentent de séquestrer 14 infirmiers et infirmières qui se trouvaient dans plusieurs hôtels. Les délinquants ont appelé par téléphone plusieurs membres du personnel soignant, en leur disant qu'ils contrôlaient les caméras des hôtels, et qu'ils les tueraient s'ils sortaient dans la rue, puis ils appellent des proches des infirmiers pour essayer de leur soutirer une rançon. Ceux-ci appellent la police, et des membres de la Garde nationale du Mexique et de la Police Judiciaire Anti-enlèvement de Mexico viennent chercher les soignants, et les emmènent dans les locaux du parquet spécialisé dans les enlèvements, où des soins médicaux et une assistance juridique leur sont fournis. L'enquête de la police privilégie la piste d'un individu originaire de Chiapas déjà emprisonné à Mexico.

## Mesures médicales

### Failles du système de santé
La crise sanitaire a mis en exergue l’extrême corruption du système hospitalier. Le gouvernement mexicain reconnait un « désastre », faisant état de graves irrégularités dans l’achat de fournitures et de médicaments, des professionnels sans formation adéquate, de nouveaux hôpitaux jamais achevés, des patients abandonnés à la mort faute de soins. Devant l’urgence, des hôpitaux militaires ont été réquisitionnés, tandis que les autorités ont fait appel à des médecins cubains pour assurer le fonctionnement de certaines unités de soins intensifs dans les zones les plus touchées.
Dans les régions concernées par les séismes de 2017, des hôpitaux sont restés en ruine, les budgets alloués à leur reconstruction s'étant évaporés. Au début du mois de mars 2020, le président Andrés Manuel López Obrador, en fonction depuis décembre 2018, a lancé de graves accusations contre ses prédécesseurs, en évoquant « des politiciens qui vendaient des médicaments ou protégeaient les distributeurs », multipliant par dix le prix de certains produits.
Le système d’achat public de médicaments a été réorganisé en 2019 et les accords avec les fournisseurs suspectés de corruption suspendus, mais ces mesures ont favorisé des pénuries de traitements vitaux, certains distributeurs jouant la carte du boycott. Le système de santé a par ailleurs connu une privatisation rampante : l’investissement privé dans le secteur de la santé s’est envolé, tandis que le Mexique consacre à présent moins de 6 % de son PIB aux dépenses de santé. Pour Hugo Lopez-Gatell, responsable de la lutte contre le Covid-19, « contrairement à ce que suggérait l’optimisme des administrations précédentes, notre système a accumulé au cours des 3 ou 4 dernières décennies un énorme retard sur des aspects fondamentaux pour garantir le droit à la protection de la santé ».

### Traitements médicamenteux
L'État du Chiapas est le premier à utiliser l'ivermectine en traitement avant d'être suivi, entre autres, par l'État de Mexico. Malgré le désavouement par le gouvernement fédéral du traitement par l'ivermectine , le 2 août 2021, l'IMSS et la ville de Mexico continuent à promouvoir les traitements précoces médicamentaux.

#### Kits Covid-19
L'IMSS  propose pour les malades restant à la maison, des kits de soin de composition variable selon les états, ainsi le kit de l'IMSS du Yucatan contient du gel, une boite de masques, un oxymètre, du Marzivag (Azithromycine), du Veridex (Ivermectine)  ; la composition du kit au Durango est presque identique avec du paracétamol en plus.

### Vaccin

#### Recherche d'un vaccin
Alors que les États les plus riches entrent en concurrence pour tenter d’accaparer les stocks potentiels, le Mexique et l’Argentine s’associent avec le laboratoire AstraZeneca et l’université d’Oxford - travaillant conjointement sur un des projets de vaccin les plus avancés - pour assurer la production nécessaire à toute l’Amérique latine. En cas de réussite, l’initiative permettrait de garantir jusqu’à 250 millions de doses au premier semestre 2021, pour un coût maximal de 2 à 3 euros chacune, dans tout le sous-continent.

#### Campagne de vaccination
La campagne de vaccination nationale commence le 8 décembre 2020. Les premiers à être concernés sont le personnel soignant en première, c'est-à-dire environ 125 000 personnes ou 12,8 % de la totalité du personnel soignant du Mexique. Le reste du personnel soignant et les personnes de plus de 60 ans sont concernés à partir de février 2021, les personnes de 50 à 59 ans à partir d'avril 2021, les personnes de 40 à 49 ans à partir de mai 2021 et le reste de la population mexicaine à partir de juin 2021, avec une fin totale de campagne prévue pour mars 2022.
Au début de la campagne, il y a 110 874 décès avec un lien confirmé avec le coronavirus SARS-CoV-2, 1 193 255 cas confirmés cumulé de covid-19 dont 71 323 cas actifs, 398 492 cas suspects, et 881 050 malades considérés comme guéris. Un État (Campeche) est classé en zone de risque bas feu vert, 14 États en zone de risque modéré feu jaune, 17 États en zone de risque élevé feu orange (c'est-à-dire 7 de plus que l'année précédente), et aucun n'est classé en zone de risque maximal feu rouge.
Au 25 janvier 2021, il y a 1 763 219 cas confirmés cumulés de Covid-19 au Mexique dont 114 149 cas actifs (qui ont présenté des symptômes dans les 14 jours précédents et sont donc supposés potentiellement contagieux), et un ralentissement des contaminations est observé. À cette date, il y a 149.614 décès avec un lien confirmé avec la Covid-19, et 1 320 448 patients sont guéris. Toujours à cette date, les États qui comptent le plus de cas actifs, avec plus de 3 000 chacun, sont : la ville et l’État de Mexico, les États de Nuevo León, Guanajuato, Jalisco et Querétaro. Parmi les personnes dont la maladie a été détectée ce jour-là, deux sont très notables. Le président Andrés Manuel López Obrador (AMLO), contaminé probablement durant une visite dans l'État de San Luis Potosí, indique avoir des symptômes légers et avoir déjà commencé un traitement, mais fait partie de plusieurs catégories à risque en raison de son âge, ses problèmes cardiaques et son hypertension. Il est placé à l'isolement. Après qu'il a annoncé lui-même qu'il était malade, le secrétaire aux Affaires étrangères du Mexique Marcelo Ebrard doit s'isoler chez lui. Et Carlos Slim Donit annonce que son père l'homme d'affaires Carlos Slim Helú, l'homme le plus riche du Mexique et l'un des vingt plus riches au monde, est également atteint d'une forme légère de Covid-19 et qu'il se rend préventivement à l'Institut national de nutrition.
Le 25 mars 2021, le seuil des 200 000 décès provoqués par la Covid-19 ou ses suites est franchi à 200 221 morts, ce qui fait alors du Mexique le troisième pays avec le plus de décès provoqués par la pandémie. À cette date, il y a 1 752 125 cas confirmés cumulés de Covid-19, dont 34 959 cas actifs, et 1 243 866 doses de vaccins ont été injectées.

### Épidémie de rougeole en parallèle
Durant la pandémie de Covid-19, le Mexique doit de plus gérer le retour de la rougeole sur son territoire et tenter d'en limiter l'épidémie,. Le premier cas connu de rougeole au Mexique, alors que très peu de cas s'y sont déclarés au cours des vingt dernières années, remonte au 28 février, soit exactement le même jour où le premier cas connu de Covid-19 au Mexique est repéré. Il semblerait que l'absence de couverture vaccinale contre la rougeole ait permis à cette maladie de revenir, via des personnes infectées à l'étranger. Au 28 mars, il y avait 81 cas connus de rougeole au Mexique, dont 77 à Mexico, la majorité n'ayant pas été vaccinés contre cette maladie. Au 10 avril, il y avait 127 cas connus de rougeole au Mexique. Si l'épidémie se concentre surtout dans la ville et l'État de Mexico, elle touche également celui de Campeche au sud-est du Mexique. Le principal foyer est une prison au nord de Mexico, l'une des plus grandes du pays qui détient 5 000 prisonniers, où le virus a été importé par un visiteur, et où il s'est facilement répandu.
Pour mettre fin à cette épidémie, le gouvernement fédéral fait vacciner 26 000 personnes et distribue 168 000 vaccins dans les centres de santé, entre le 31 mars et le 10 avril. À cette date, les médecins de l'Hôpital Infantile de Mexico appelaient à intensifier la stratégie de vaccination, afin d'éviter d'ajouter les patients infectés par la rougeole à ceux par la Covid-19 aux hôpitaux de Mexico, qui commence alors à être surchargés, afin d'éviter une « catastrophe sanitaire ». Cependant, la stratégie de vaccination massive contre la rougeole, qui nécessite que les individus se déplacent dans un centre de santé ou qu'il y ait de nombreuses visites de personnels de santé dans de nombreuses maisons pour effectuer les vaccins, se heurte directement à la stratégie de quarantaine et de confinement mise en place contre la Covid-19.
La conjonction de l'arrivée du Covid-19 et de la rougeole à Mexico amène parfois les médecins de la ville à désigner la situation sous le nom de coronampión, mot-valise entre « coronavirus » (pour le SARS-CoV-2 souvent appelé simplement « coronavirus » dans le langage courant) et « sarampión » (le nom espagnol de la rougeole).